# فاليري بافلوف
فاليري بافلوف (بالروسية: Павлов, Валерий Анатольевич)‏ هو لاعب كرة قدم روسي في مركز الوسط، ولد في 7 فبراير 1986 في سيزران في روسيا. لعب مع نادي روستوف ونيمان غرودنو.

## وصلات خارجية
- فاليري بافلوف على موقع قاعدة بيانات كرة القدم.إي يو (الإنجليزية)
- فاليري بافلوف على موقع Soccerway.com (الإنجليزية)
- فاليري بافلوف على موقع عالم كرة القدم.نت (الإنجليزية)